# Křenovy
Křenovy (původně Chrzenow či Křenov, německy Kschenowa, dříve Křenowa) jsou obec v okrese Domažlice v Plzeňském kraji. Leží při silnici I/26 čtyři kilometry západně od Staňkova a třináct kilometrů severovýchodně od Domažlic. Žije v ní 146 obyvatel.

## Historie
První písemná zmínka o obci pochází z roku 1379.

## Obyvatelstvo
| Rok            | 1869 | 1880 | 1890 | 1900 | 1910 | 1921 | 1930 | 1950 | 1961 | 1970 | 1980 | 1991 | 2001 | 2011 | 2021 |
| -------------- | ---- | ---- | ---- | ---- | ---- | ---- | ---- | ---- | ---- | ---- | ---- | ---- | ---- | ---- | ---- |
| Počet obyvatel | 203  | 203  | 228  | 264  | 244  | 203  | 225  | 176  | 188  | 180  | 186  | 149  | 150  | 148  | 137  |
| Počet domů     | 32   | 36   | 37   | 42   | 42   | 44   | 51   | 53   | 50   | 47   | 49   | 57   | 54   | 57   | 58   |

## Obecní správa
Mezi lety 1850–1868 Křenovy byly obcí v okrese Horšův Týn. V letech 1869–1889 patřily jako osada obce k Puclicím, ale v letech 1890–1985 byly uváděny znovu jako obec v okrese Horšovský Týn (1869–1930) (v letech 1890–1910 Horšův Týn) a později v okrese Domažlice. Od 1. července 1985 do 23. listopadu 1990 patřily jako část města k Horšovskému Týnu a od 24. listopadu 1990 jsou opět samostatnou obcí, ale Semošice již zůstaly součástí Horšovského Týna a Vránov součástí Staňkova. V letech 1960–1985 k obci patřily Semošice a Vránov.

### Obecní symboly
Znak a vlajka byly obci uděleny rozhodnutím předsedy Poslanecké sněmovny Parlamentu České republiky dne 5. dubna 2017.

## Galerie

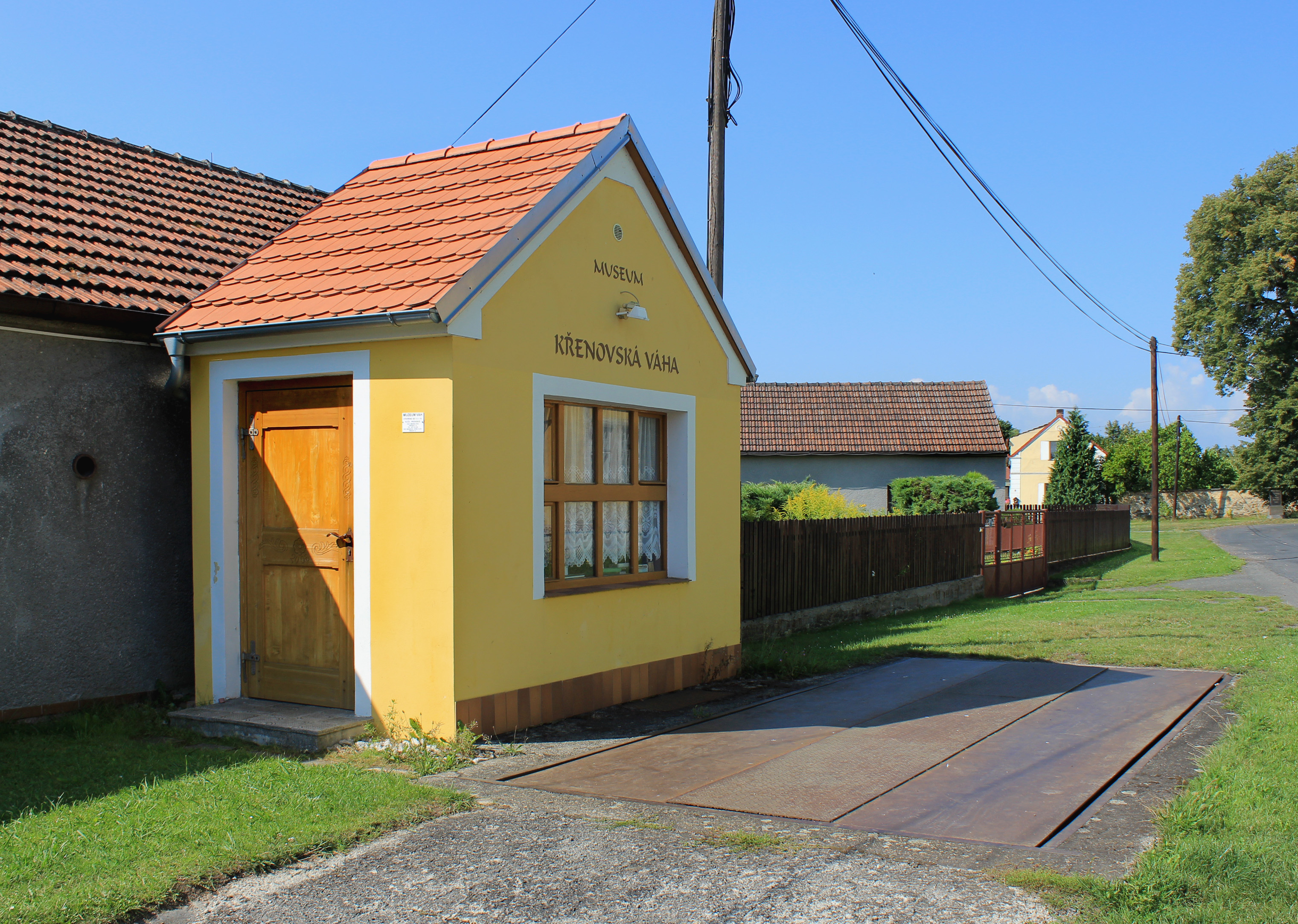
Dříve zemědělská váha, nyní minimuzeum vah
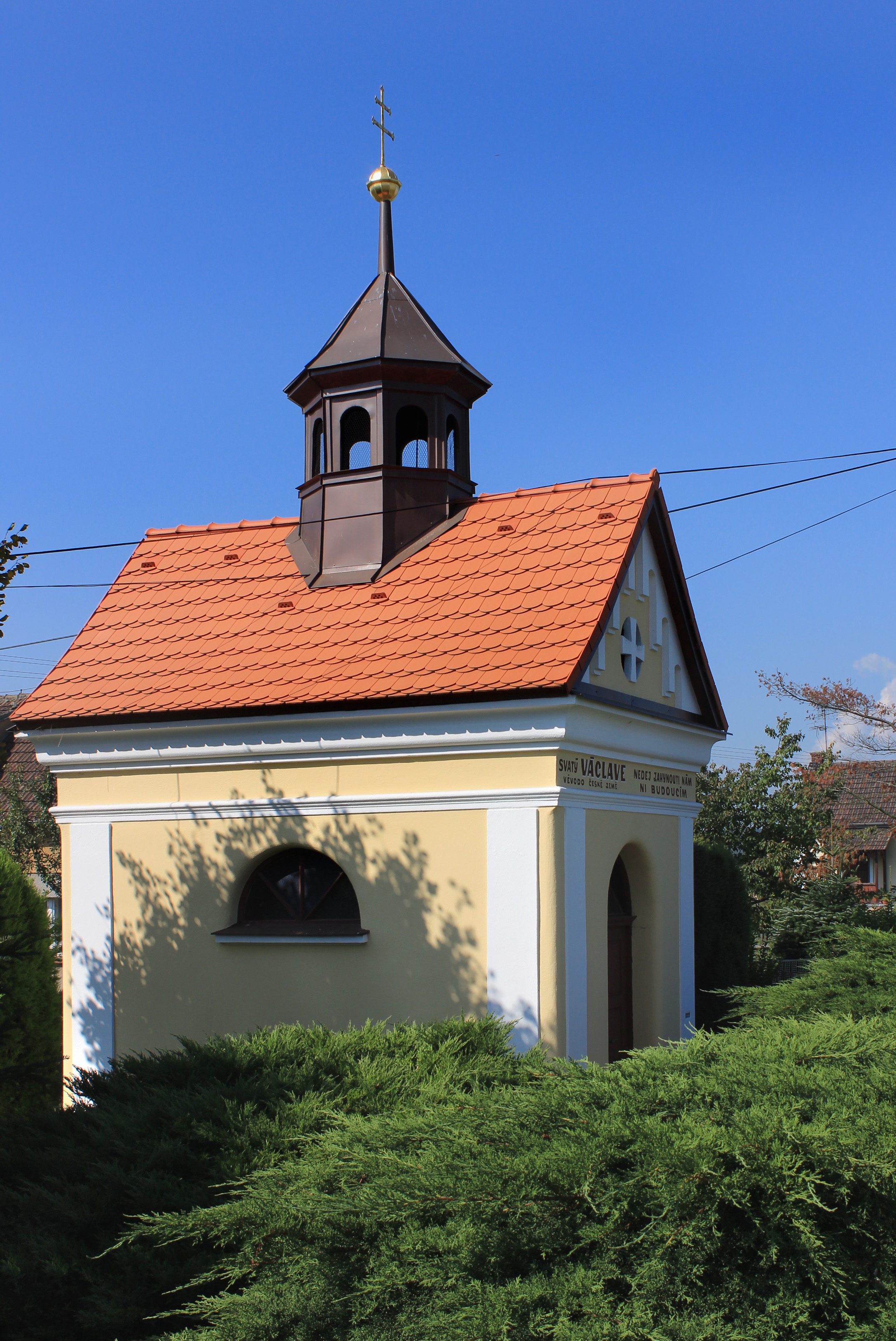
Kaple u hlavní silnice
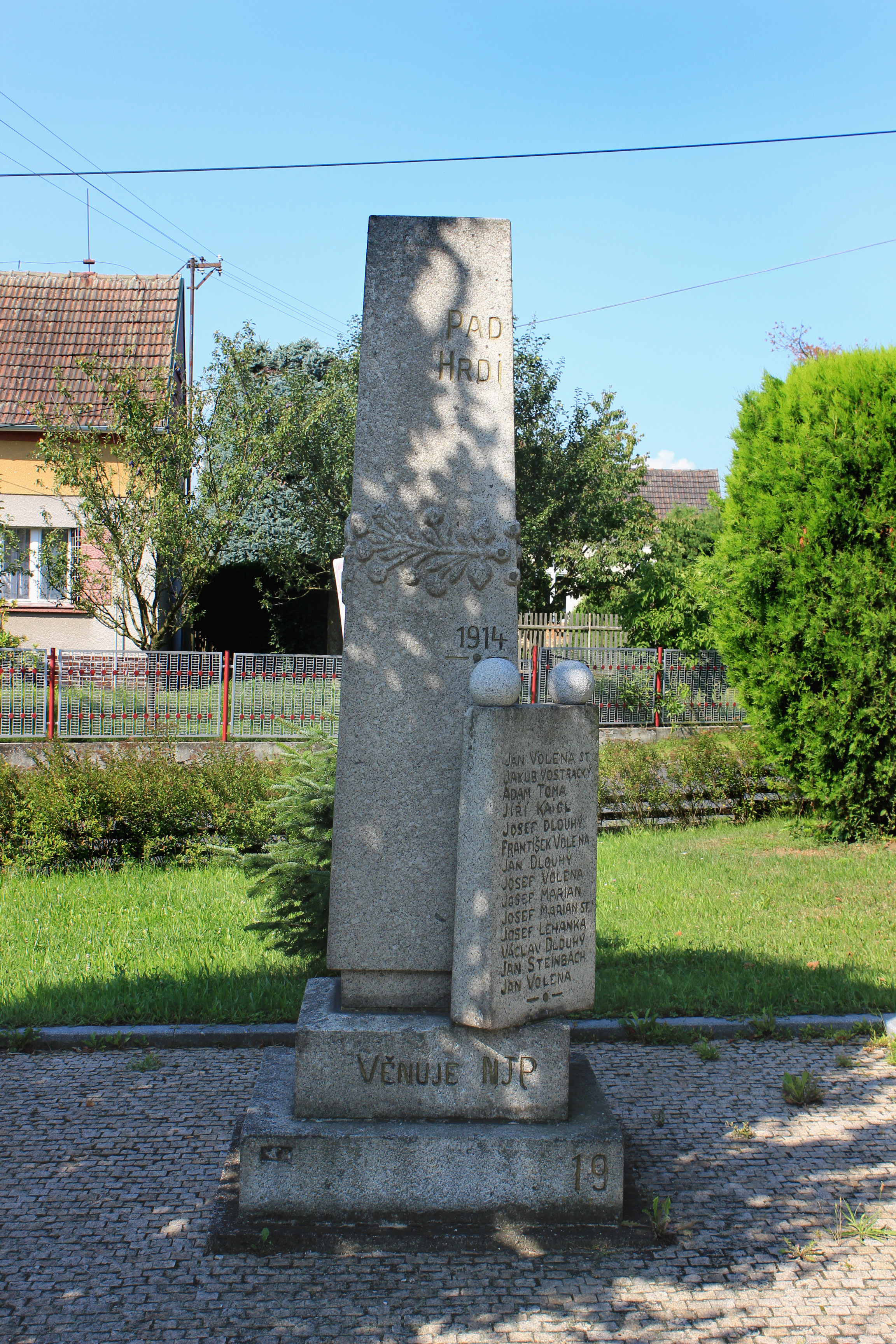
Památník